# 天津金城銀行大楼

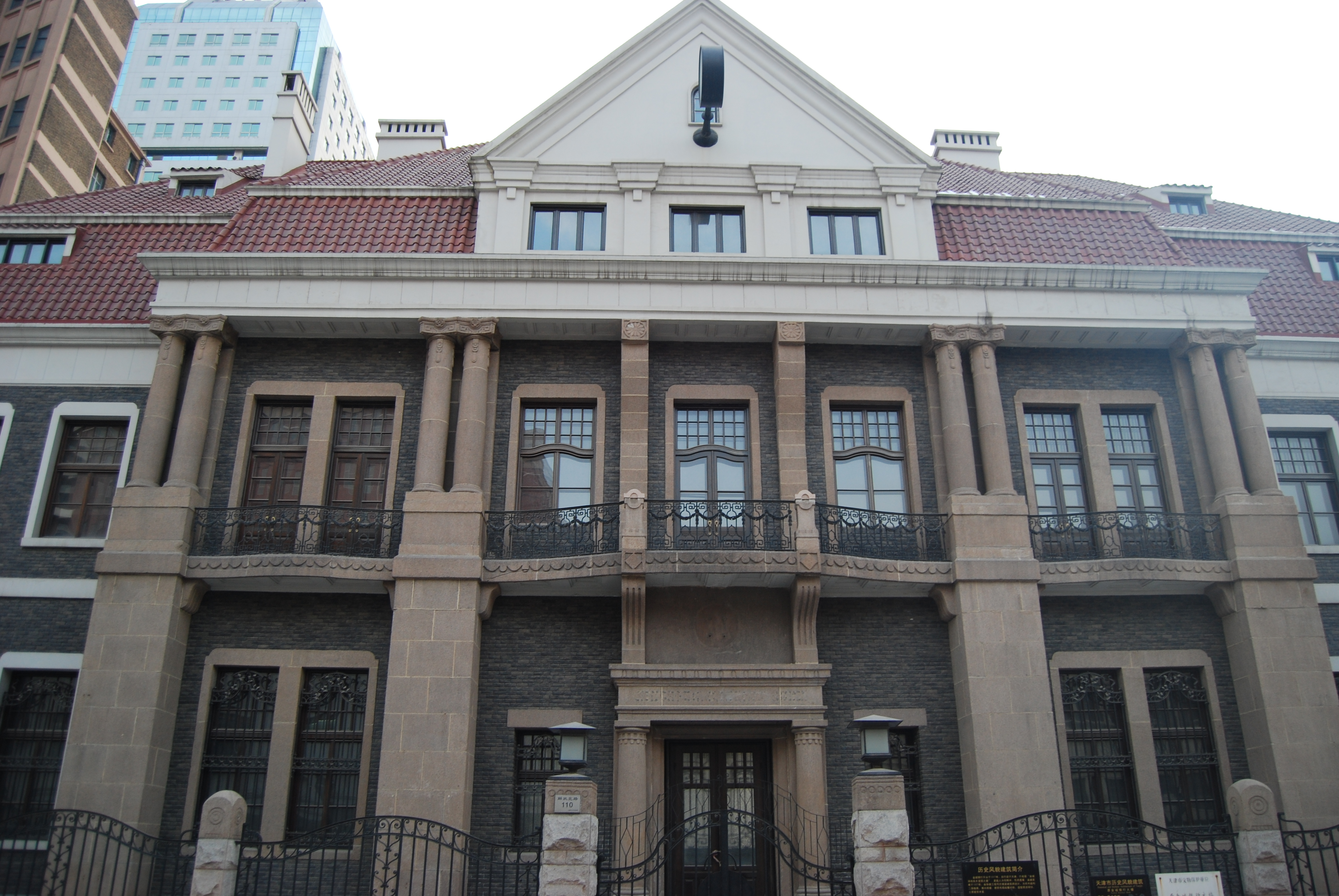

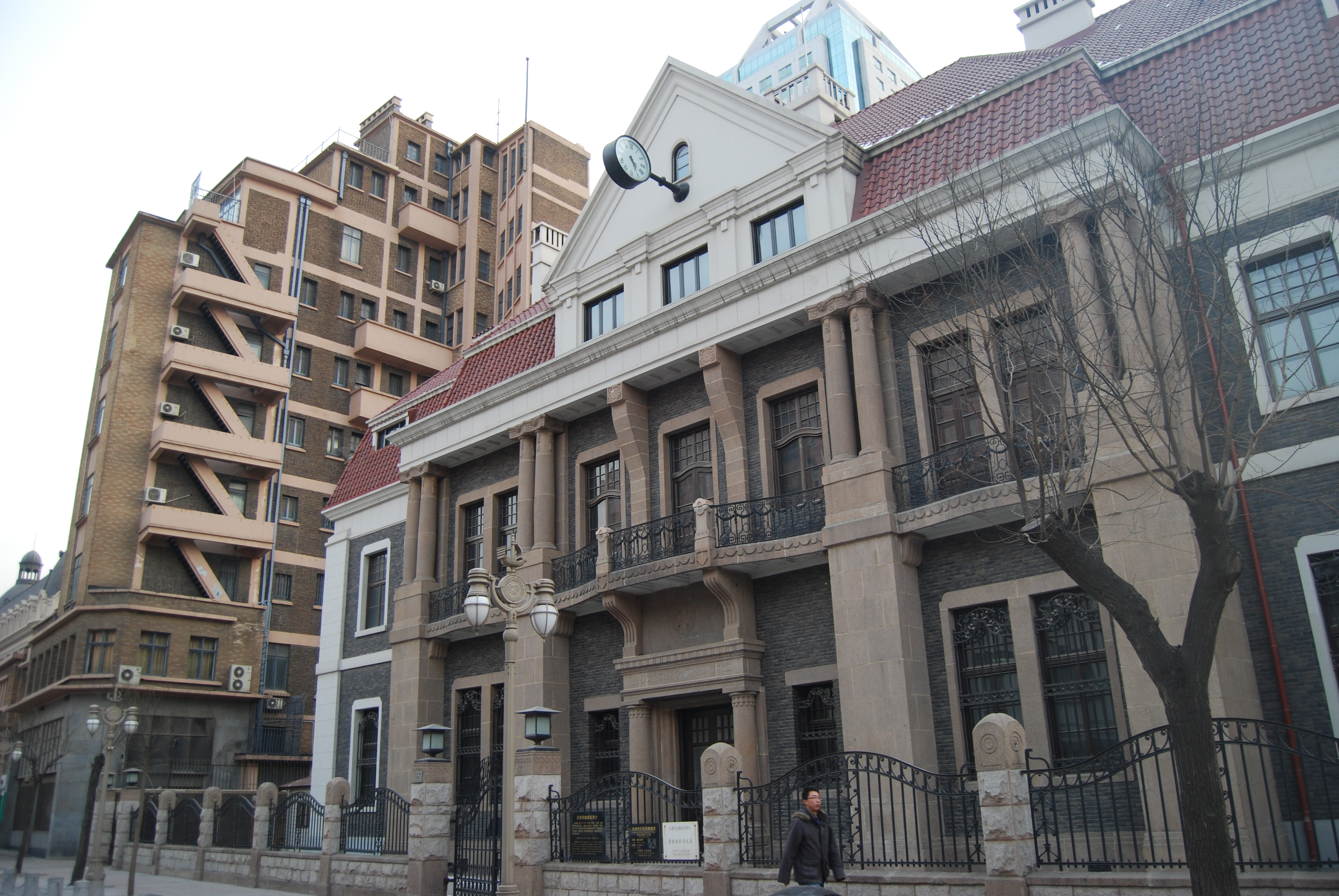

天津金城銀行大楼（てんしんきんじょうぎんこうたいろう、天津金城银行大楼）は、中国の天津市、当時の天津イギリス租界に、1937年に建設された金城銀行の店舗ビル。

## 沿革
中国近代の銀行家・周作民が、天津イギリス租界の主要街路であったビクトリア・ロード（後の解放北路108号）に金城銀行の本店店舗を開業したのは1917年であった。銀行の名には「金城湯池永久堅固」という意味が込められていた。
本店が1936年に上海へ移った後、跡地には、華信工程司に所属する有名な建築家であった沈理源が設計を担当した、天津金城銀行大楼が1937年に建設された。建物はレンガと木造による2階建で、地下室が設けられており、外壁は化粧レンガで飾られた。外観は整った対称性が施され、造型はルネッサンス建築と中国の民家建築を混合させており、正面は豊富に装飾され、屋上も元々は傾斜のある屋根がいくつも設けられて利用されていた。
天津租界時代から残る重要建築物のひとつとして、1997年には天津市文物保護単位、2005年には重点保護等級歴史風貌建築に、それぞれ指定された。
1976年の唐山地震の際に被害を受けたが、2008年に修復された。